# Їтро
Їтро (івр. יִתְרוֹ) — священник мідіянського племені на Синайському півострові, тесть Мойсея, котрий одружився з його дочкою Ціппорою.

## Біблія

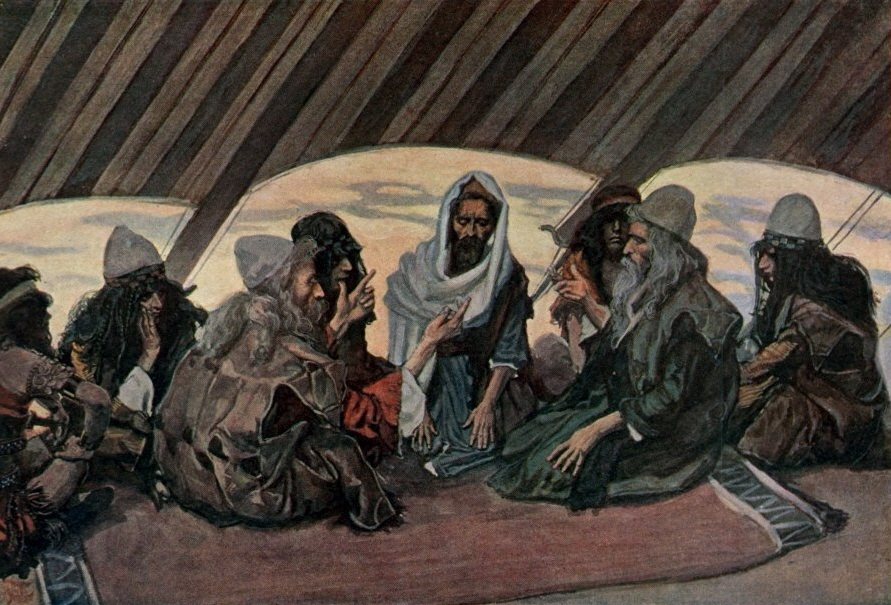
Їтро та Мойсей

У Біблії Їтра також називають іншими іменами — Реуел, Ховав. Відповідно Біблії, він мав становище священника в племені мідіянітів, народу войовничих кочівників. Вони жили на схід від Акабської затоки, але кочували далекими дорогами у своїх походах. У їхній основній області перебування припускають розміщення Божої гори — гори Хорив на півдні Синайського півострова.
За книгою Вихід 2:16-21 Мойсей захистив його дочок від нападу інших пастухів і пристав до Їтра (Реуела). У Їтра було семеро дочок, старша з яких Ціппора стала дружиною Мойсея. Мойсей погнав овець біля Божої гори, побачив він ангела, що з'явився у вогненому кущі. Коли Мойсей підійшов до куща, щоб подивитися, «чому кущ горить вогнем, але не згоряє» (Вих. 3: 2), то вже Бог покликав до нього з палаючого куща, закликавши вивести народ Ізраїлю з рабства Єгипту в Обітовану землю.
Після виходу із Єгипту привів Їтро Ціппору із двома синами до Мойсея та порадив йому призначити некористолюбних, богобоязних судей та поставити «їх головами над людьми: тисяцькими, соцькими, півсоцькими й десяцькими» щоби розділити справи. В той самий час приніс Їтро всепалення і жертву Богові: «Благословен Господь, що визволив вас із руки єгипетської та з фараонової руки, що визволив народ з єгипетської неволі. Тепер я знаю, що Ягве більший від усіх богів, бо (визволив від тих, які) ним гордували.».